# Vahenurme
Vahenurme – wieś w Estonii, w prowincji Parnawa, w gminie Halinga.